# Luis Carlos Perea
Luis Carlos Perea (* 29. Dezember 1963 in Turbo) ist ein ehemaliger kolumbianischer Fußballnationalspieler.

## Karriere
In den Jahren 1987 bis 1994 bestritt der Verteidiger insgesamt 78 Länderspiele für Kolumbien und schoss dabei zwei Tore. Bei den Weltmeisterschaften 1990 in Italien sowie 1994 in den USA stand Perea im Aufgebot seines Landes und kam während der beiden Turniere in sechs Spielen zum Einsatz, 1990 erreichte er mit seiner Mannschaft das Achtelfinale, 1994 schied er in der Vorrunde aus.
Bei der Copa America erreichte er mit der kolumbianischen Mannschaft 1987 das Halbfinale, das gegen Chile verloren wurde. Im Spiel um den dritten Platz gewannen die Kolumbianer mit Perea gegen Argentinien. Sechs Jahre später traf Kolumbien bei der Copa America 1993 im Halbfinale auf Argentinien. Nachdem Argentinien im Elfmeterschießen gewonnen hatte, spielte Kolumbien um den dritten Platz und gewann dieses Spiel gegen Ecuador. Perea hatte bis zum Halbfinale in allen fünf Spielen mitgewirkt, pausierte aber gegen Ecuador.
Den größten Teil seiner Profilaufbahn verbrachte Perea beim kolumbianischen Verein Independiente Medellín, bei dem er 1983 begann und 1998 aufhörte. Dazwischen spielte er auch für Atlético Nacional (1988–1990), Atlético Junior (1994), Necaxa (1994), Toros Neza (1994/1995) und Deportes Tolima (1996).